# Städtische Kliniken Mönchengladbach
Die Städtische Kliniken Mönchengladbach GmbH in Mönchengladbach-Rheydt entstand am 1. Januar 2004 durch die Fusion des Elisabeth-Krankenhauses Rheydt mit der Hardterwald-Klinik zu einem Krankenhaus in städtischer Trägerschaft. Die Städtischen Kliniken haben 559 Betten und sind Akademisches Lehrkrankenhaus der Heinrich-Heine-Universität Düsseldorf.

## Geschichte
1847 entstand in der Stadt Rheydt die erste Krankenanstalt, die von den örtlichen Handwerksmeistern errichtet wurde. Das Gebäude war Eigentum der Stadt und wurde dem Vorstand zur unentgeltlichen Nutzung überwiesen. Von den vorhandenen sieben Betten gehörte ein Bett der Gemeinde.
Der Aufschwung der Textilindustrie in Rheydt und Gladbach führte zu einem starken Bevölkerungsanstieg und die errichtete Klinik war den Anforderungen nicht mehr gewachsen. 1883 wurde durch die Stadtverordnetenversammlung der Kauf eines Grundstücks im Ohlerfeld zum Bau eines Krankenhauses beschlossen und im Herbst 1885 konnte das Städtische Krankenhaus Rheydt an der heutigen Heinrich-Pesch-Straße eröffnet werden. Nach zweijähriger Umbau- und Erweiterungsphase verfügte das Krankenhaus 1906 über 200 Betten in den Hauptdisziplinen Chirurgie und Innere Medizin sowie den Abteilungen für Geschlechtskranke, Hautkranke, Geisteskranke und Augenkranke. Im Folgejahr wurde die Krankenpflegeschule des städtischen Krankenhauses nach einem Ministerial-Erlass staatlich anerkannt. Bis zum Zweiten Weltkrieg erfolgten Erweiterungen und zeitweilig wurde die Villa des Fabrikanten Hubert Leisse an der Hubertusstraße aus Kapazitätsgründen als „Hilfskrankenhaus“ genutzt. Nach dem Krieg kamen zum Krankenhaus neue Einrichtungen, z. B. eine Infektionsstation und die Kinderklinik mit einem Frühgeborenenzimmer in der Villa Junkers, hinzu. Die starke Zunahme der Tuberkulose während und nach den Kriegsjahren machten die Umwidmung der Villa Leisse in eine Tuberkuloseeinrichtung erforderlich, die bis 1958 Bestand hatte. Im gleichen Jahr wurde die geburtshilflich-gynäkologische Abteilung der Frauenklinik Rheydt GmbH auf der Gartenstraße dem Städtischen Krankenhaus Rheydt angegliedert. Die dezentralen Versorgungsstrukturen und der Bedarf an stationärer Versorgung führten ab Ende 1959 zu den Überlegungen, einen Krankenhausneubau auf dem Gelände der als Außenstation des Städtischen Krankenhauses genutzten Villa Leisse an der Hubertusstraße zu errichten. 1962 wurde die Villa Leisse abgerissen und die Grundsteinlegung für das Elisabeth-Krankenhaus Rheydt erfolgte im gleichen Jahr am 23. November. Bis zur Fertigstellung des Klinikneubaus vergingen vier Jahre. Heute sind im ehemaligen Städtischen Krankenhaus Rheydt die Rheinischen Kliniken Mönchengladbach des Landschaftsverbandes untergebracht.

## Fachabteilungen
Die Städtischen Kliniken Mönchengladbach verfügen über folgende Fachabteilungen:
- Klinik für Frauenheilkunde und Geburtshilfe
- Zentrum für Kinder- und Jugendmedizin (Klinik für Kinder und Jugendliche; Sozialpädiatrisches Zentrum)
- Medizinische Klinik (Innere Medizin/Gastroenterologie; Kardiologie)
- Zentrum für Chirurgie (Allgemeine-, Viszeral- und Endokrine Chirurgie; Gefäß- und endovaskuläre Chirurgie; Unfall- und Gelenkchirurgie)
- Klinik für Urologie und Kinderurologie
- Klinik für Anästhesiologie und Intensivmedizin
- Hals-, Nasen- und Ohrenheilkunde als Belegbetten
- Klinik für Radiologie, Gefäßradiologie und Nuklearmedizin
- Zentrum für Geriatrie mit Tagesklinik
- Brustzentrum

## Zahlen
- 559 Betten und 15 Kurzzeitpflegeplätze
- 1.300 Mitarbeiter
- 160 Ärzte
- 500 Pflegekräfte